# Orłowka (rejon narowczacki)
Orłowka (ros. Орловка) – wieś (sieło) w Rosji, w obwodzie penzeńskim, w rejonie narowczackim. W 2010 liczyła 277 mieszkańców.